# Konstantyn (Charisiadis)
Konstantyn, imię świeckie Konstandinos Charisiadis (ur. 23 lipca 1929 w Kadıköy, zm. 8 kwietnia 2021) – duchowny prawosławnego Patriarchatu Konstantynopola, od 2011 metropolita tytularny Nicei w arcybiskupstwie Konstantynopola. Sprawował urząd przewodniczącego komitetów ds. eparchii i misji prawosławnych, dialogu z Kościołami przedchalcedońskimi oraz dialogu z islamem przy Patriarchacie.

## Życiorys
17 grudnia 1950 przyjął święcenia diakonatu, a 22 kwietnia 1956 prezbiteratu. 16 stycznia 1972 otrzymał chirotonię biskupią. W latach 1972–1974 był metropolitą Apollonias, następnie Wysp Książęcych (1974–1977) i Derkosu (1977–2011).